# 威廉·菲尔丁
威廉·菲尔丁（英語：William Fielding，1875年—1946年7月26日），新西兰男子草地滚球运动员。他曾代表新西兰参加1930年大英帝国运动会草地滚球比赛，获得一枚银牌和一枚铜牌。